# 사막메뚜기

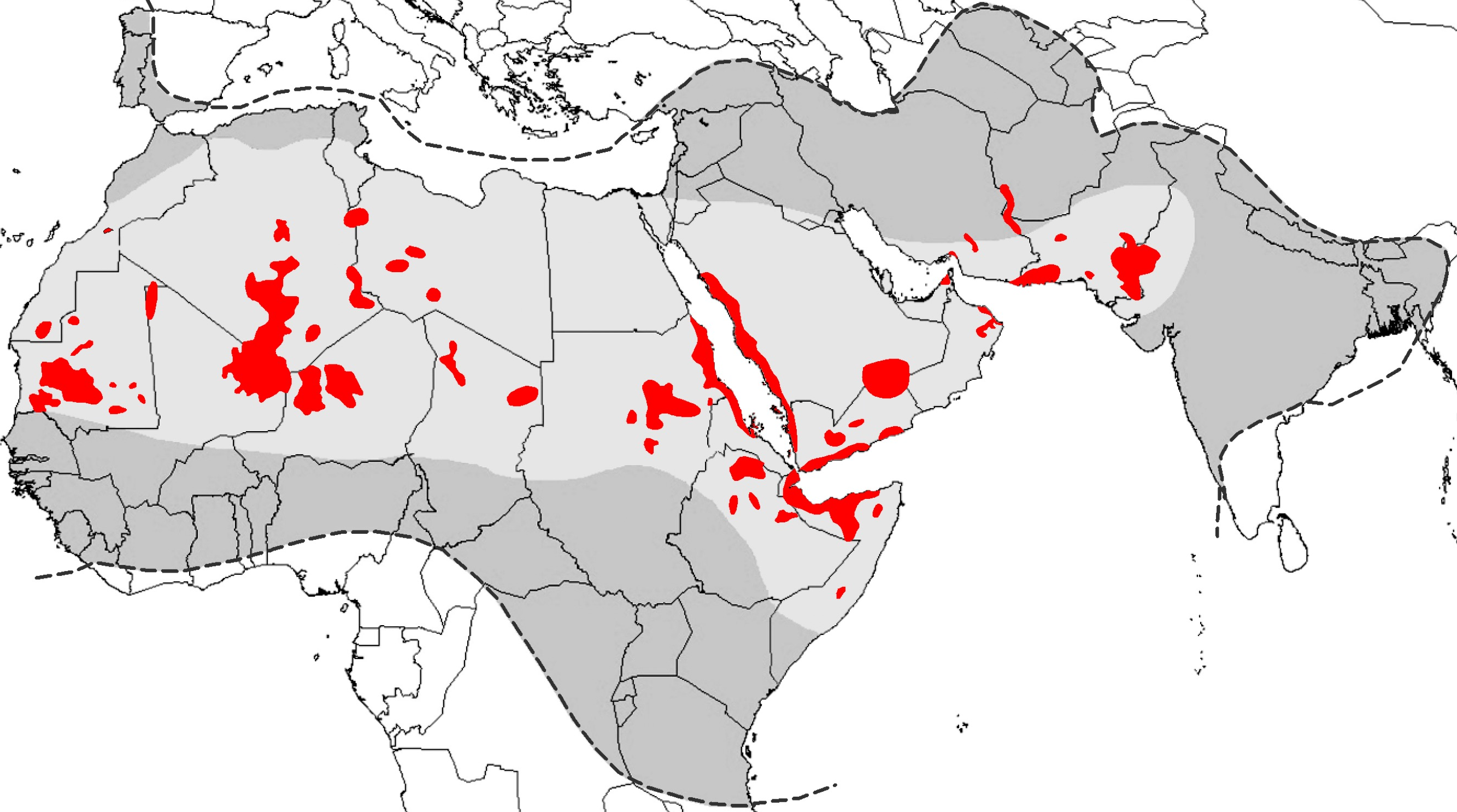
사막메뚜기의 주요 초기 발생 지역 (르코크, 2004 및 소드 외, 2010 수정). 붉은색은 발생 지역; 연한 회색은 감소 지역; 연한 회색과 진한 회색은 함께 침입 지역을 나타낸다 (르코크, 2004 및 소드 외, 2010 수정).

사막메뚜기(Schistocerca gregaria)는 메뚜기의 일종으로, 주기적으로 떼를 짓는 메뚜기목 메뚜기과의 짧은뿔메뚜기이다. 주로 북부 및 동부 아프리카, 아라비아반도, 그리고 서남아시아의 사막과 건조 지대에서 발견된다. 개체수가 급증하는 해에는 북쪽으로는 남유럽 일부 지역, 남쪽으로는 동부 아프리카, 동쪽으로는 북부 인도까지 서식지가 확장될 수 있다. 사막메뚜기는 주기적으로 몸의 형태가 변하며, 환경 조건에 따라 여러 세대에 걸쳐 혼자 사는 짧은 날개를 가진 높은 번식력의 비이동성 형태에서, 새로운 지역으로 멀리 이동할 수 있는 무리 생활을 하는 긴 날개의 이동성 형태로 변할 수 있다. 따라서 일부 해에는 메뚜기 재앙을 형성하여 새로운 지역을 침범하고, 작물을 포함한 모든 식생을 소비할 수 있으며, 다른 시기에는 소수가 눈에 띄지 않게 살 수 있다.
재앙 발생 시 사막메뚜기는 이동성이 매우 높고 작물, 목초지, 먹이 등 모든 종류의 녹색 식물을 대량으로 섭취하기 때문에 작물에 광범위한 피해를 줄 수 있다. 일반적인 무리는 150백만 메뚜기 매 제곱킬로미터 (390,000,000 매 제곱마일)로 구성될 수 있으며, 하루에 최대 150 킬로미터 (93 mi)까지 바람의 방향으로 날아갈 수 있다. 아주 작은 1-제곱킬로미터 (0.39 mi2)의 메뚜기 떼라도 하루에 약 35,000명의 사람이 먹는 양과 같은 양의 음식을 먹을 수 있다.
아프리카, 근동, 서남아시아의 여러 나라에서 농업 생산과 생계에 위협을 가하는 국제적인 국경을 넘는 해충으로서, 이들의 개체수는 각국과 유엔 유엔식량농업기구(FAO) 사막메뚜기 정보 서비스(DLIS) 간의 협력 노력을 통해 정기적으로 모니터링되어 왔다. DLIS는 피해국 및 국제사회에 전 세계적 및 국가별 평가, 예측, 조기 경보를 제공한다. 사막메뚜기의 이동성 특성과 빠른 개체수 증가 능력은 통제에 있어 큰 도전 과제를 제시하는데, 특히 이들이 주로 서식하는 원격 반건조 지역에서는 더욱 그렇다.
메뚜기는 개체수와 밀도가 증가함에 따라 혼자 생활하는 형태에서 무리 생활을 하는 고도로 이동성이 높은 성충 무리와 유충 무리로 변할 수 있다는 점에서 다른 메뚜기와 다르다. 이들은 감소기(낮은 및 중간 개체수)로 알려진 다른 상태로 존재하며, 점차 밀도가 높아지면서 국지적 발생과 지역적 급증으로 이어진 다음, 수많은 무리로 구성된 재앙으로 발전한다. 이들은 연간 2~5세대를 거친다. 사막메뚜기의 위험은 1~2년에 걸친 호의적인 날씨(잦은 비)와 개체수 증가를 지원하는 서식지에서 증가하며, 이는 급증과 재앙으로 이어진다.
사막메뚜기는 떼가 먼 거리를 빠르게 날아갈 수 있는 능력 때문에 잠재적으로 가장 위험한 메뚜기 해충이다. 2004~2005년의 주요 사막메뚜기 급증은 서아프리카에서 상당한 작물 손실을 야기하고 이 지역의 식량 안전 보장을 약화시켰다. 2019~2021년의 급증은 북동부 아프리카, 근동, 서남아시아에서 비슷한 손실을 야기했다.

## 분류학
사막메뚜기는 메뚜기목 메뚜기과 아과인 Cyrtacanthacridinae의 직시류종이다. 두 아종이 있는데, 하나는 적도 북쪽에 분포하며 경제적으로 매우 중요한 Schistocerca gregaria gregaria이고, 다른 하나는 Schistocerca gregaria flaviventris이다. 후자는 서남 아프리카에 더 작은 서식지를 가지며 경제적 중요성은 덜하지만 과거에 발생한 적이 있다.

## 특징
틀:Rewrite section

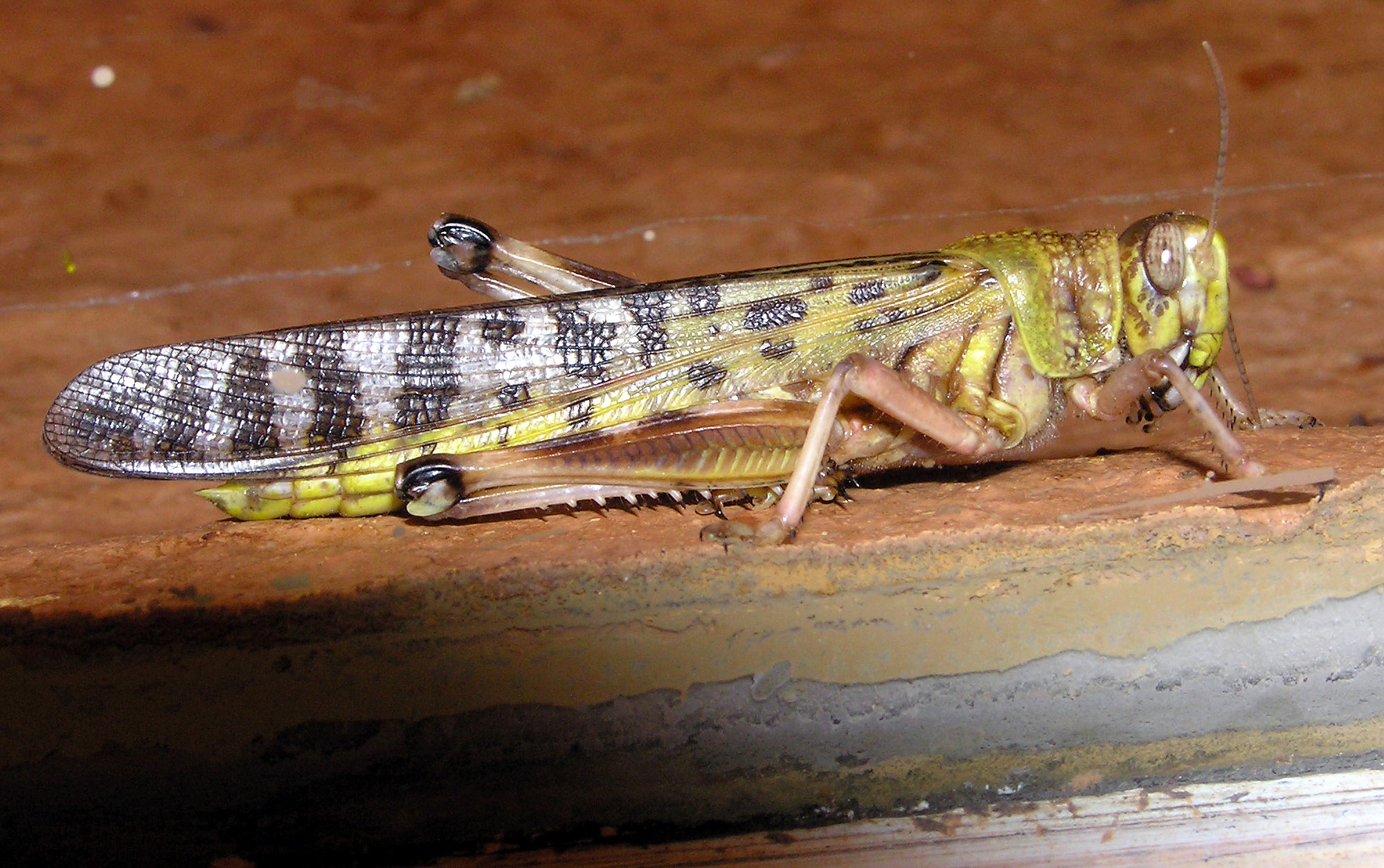
무리 생활을 하는 성체

Schistocerca속은 아프리카, 아시아, 북미 및 남미에 분포하며, 다양한 형태 변이가 존재하여 많은 종을 식별하기 어렵다. 이 속은 신대륙과 구대륙 모두에 서식하는 Cyrtacanthacridinae 아과 내 유일한 속이다. 대부분의 종은 이마 돌기가 아래로 향하고 앞가슴등판에 측면 용골이 없다. 뒷다리 정강이에는 매끄러운 가장자리에 수많은 가시가 있지만, 바깥쪽 가장자리에 정단 가시는 없다. 두 번째 발목마디는 첫 번째 마디의 절반 길이이다. 이 속의 수컷은 넓은 항문 미부와 갈라진 아생식판을 가지고 있다. 이 속은 아프리카에서 기원하여 600만~700만 년 전 분산 사건 이후 신대륙에서 종분화가 일어났다고 생각된다.
Schistocerca gregaria의 형태와 색깔은 개체가 단독 생활을 하는지(solitaria 형태) 또는 무리 생활을 하는지(gregaria 형태)에 따라 다르다.
형태 - 성충: 단독 암컷 6-9cm 길이; 수컷 4.5-6cm; 무리 암컷 5-6cm 길이; 수컷 4.5-5cm. 전흉돌기는 곧고 뭉툭하며 약간 뒤로 기울어져 있다. 수컷의 아생식판은 두 갈래로 나뉘고, 미부는 평평하고 뭉툭하다. 덮개날개에는 크고 불규칙한 반점이 있다. 앞가슴등판은 능선이 없으며, 무리 생활 단계에서는 더 좁고 안장 모양이다. 눈에는 줄무늬가 있다. 줄무늬의 수는 탈피할 때마다 증가한다. 줄무늬는 단독 개체에서만 명확하게 보인다.
색깔 - 유충: 단독 유충은 녹색 또는 옅은 베이지색이며, 6번의 령을 거칠 수 있다. 무리 유충은 일반적으로 노란색이며, 검은색 머리와 앞가슴등판, 복부에 검은색 측면 줄무늬를 가지고 5번의 령을 거친다. 첫 번째 령의 무리 유충은 거의 전체가 검은색이다. 성충: 미성숙 단독 성충은 모래색, 옅은 회색 또는 베이지색이며, 이 색깔은 성숙한 수컷 성충에서 옅은 노란색으로, 성숙한 암컷 성충에서는 갈색 무늬가 있는 옅은 베이지색으로 변한다. 미성숙 무리 성충은 분홍/붉은색이며, 성숙한 수컷에서는 밝은 노란색으로 변한다. 성숙한 암컷에서는 노란색이 덜 밝고 주로 몸의 윗부분에 나타나며, 아랫부분은 옅은 베이지색이다. 뒷날개는 투명하거나 옅은 노란색이다.

## 생활 주기
사막메뚜기의 생활 주기는 알, 약충이라고 알려진 유충, 그리고 날개 달린 성충의 세 단계로 구성된다. 교미는 성숙한 수컷이 성숙한 암컷의 등에 올라타고 다리로 암컷의 몸을 붙잡을 때 일어난다. 정자는 수컷의 복부 끝에서 암컷의 복부 끝으로 전달되어 저장된다. 이 과정은 몇 시간이 걸리며, 한 번의 수정으로 여러 번의 알 뭉치가 가능하다.
암컷 메뚜기는 알을 낳기 위해 적합한 부드러운 흙을 찾는다. 흙은 적절한 온도와 습도를 유지해야 하며 다른 산란 암컷과 가까이 있어야 한다. 암컷은 복부로 흙을 조사하여 구멍을 파고, 최대 100개의 알이 들어 있는 알 주머니를 구멍에 넣는다. 알 주머니는 3 to 4 cm (1 1⁄8 to 1 5⁄8 in) 길이이며, 아래쪽 끝은 지표면에서 약 10 cm (4 in) 아래에 위치한다. 알은 거품으로 둘러싸여 있으며, 이 거품은 굳어져 막이 되고 알 주머니 위의 구멍을 막는다. 알은 주변 흙에서 수분을 흡수한다. 알이 부화하기까지의 부화 기간은 온도에 따라 2주 또는 훨씬 더 길어질 수 있다.

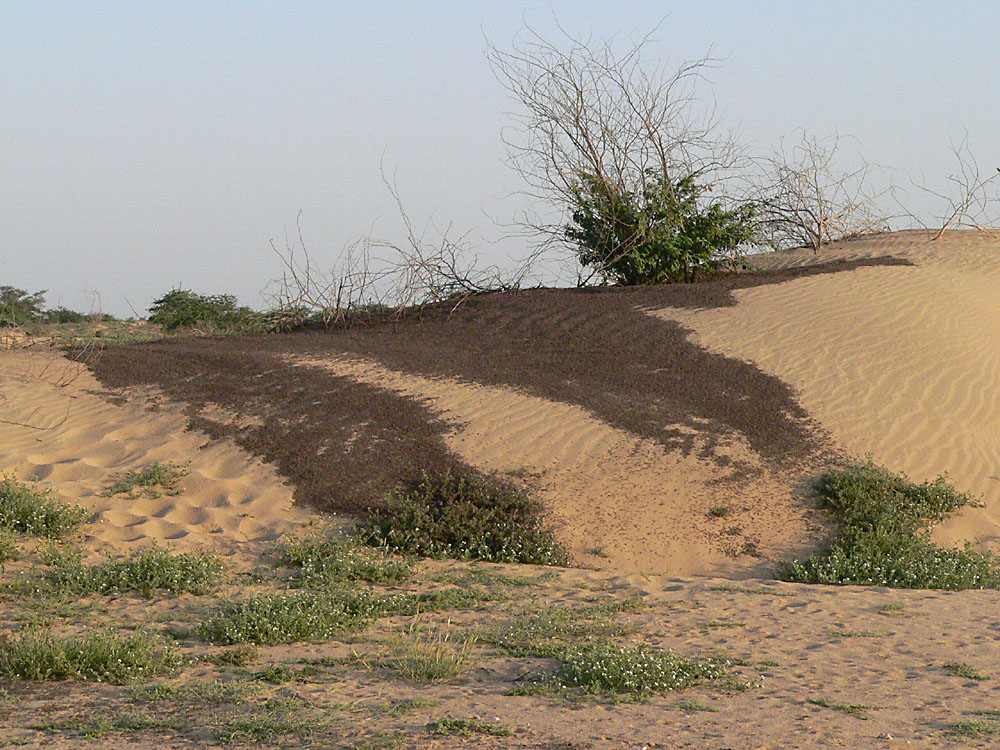
수단의 조밀한 약충 무리

새로 부화한 약충은 곧 먹기 시작하며, 만약 무리 생활을 하는 개체라면 다른 약충들에게 이끌려 함께 모인다. 성장하면서 탈피하여 외골격을 벗겨야 한다. 딱딱한 외피가 갈라지고 몸이 확장되는 동안 새로운 외골격은 아직 부드럽다. 탈피 사이의 단계를 령이라고 부르며, 사막메뚜기 약충은 날개 달린 성충이 되기 전에 다섯 번의 탈피를 거친다. 무리 단계의 미성숙 및 성숙 개체는 먹이를 먹고, 일광욕을 하고, 응집력 있는 단위로 이동하는 무리를 형성하는 반면, 단독 단계의 개체는 동종 개체를 찾지 않는다.

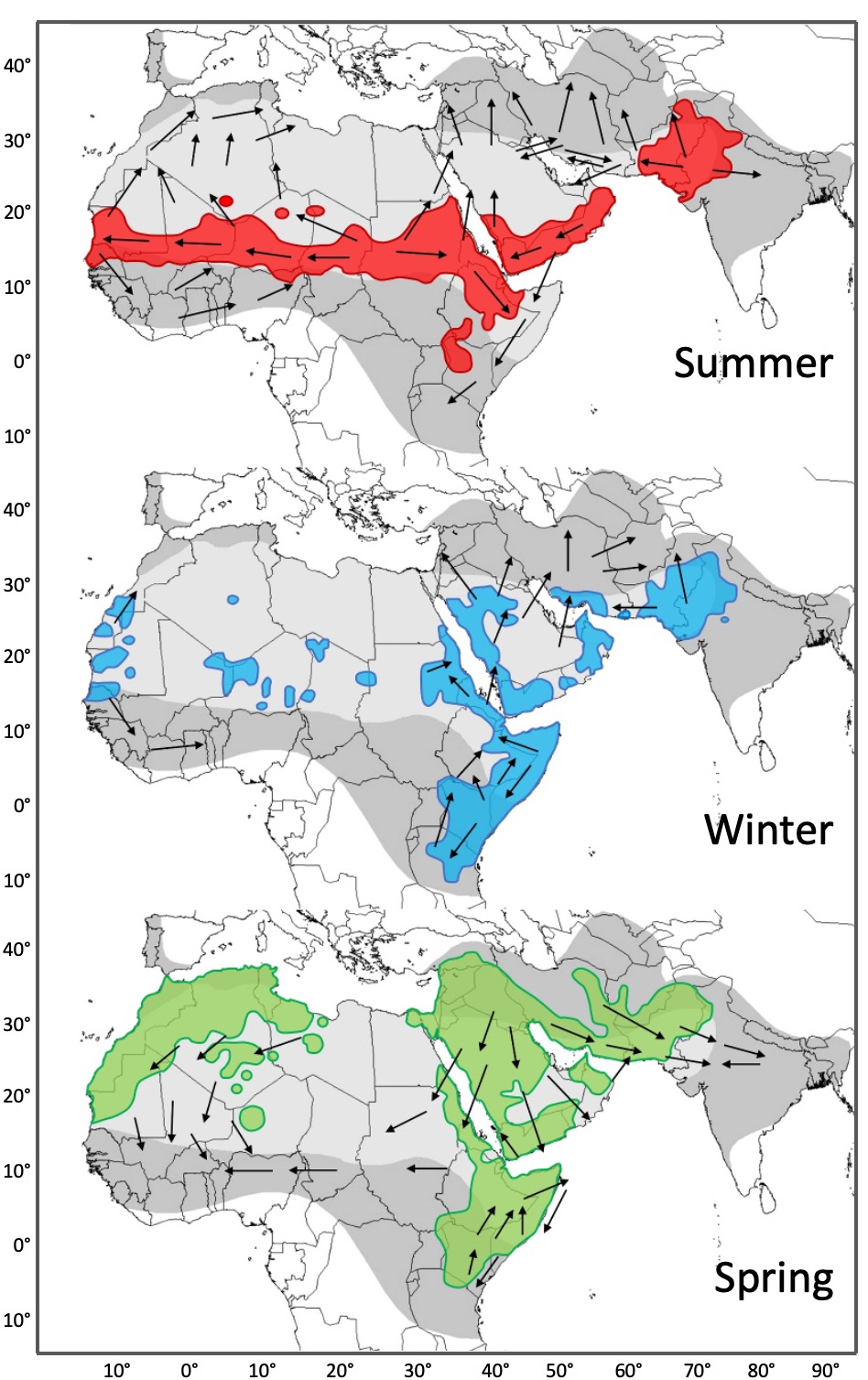
침입기 동안의 사막메뚜기 계절 번식 지역과 무리 이동 (페들리, 1981 수정). 빨간색: 7월부터 9월까지 약충 무리가 존재하고 8월부터 10월까지 무리 이동 방향(화살표)이 있는 여름 번식 지역. 파란색: 10월부터 2월까지 약충 무리가 존재하고 12월부터 3월까지 무리 이동 방향(화살표)이 있는 겨울 번식 지역. 녹색: 3월부터 5월까지 약충 무리가 존재하고 4월부터 7월까지 무리 이동 방향(화살표)이 있는 봄 번식 지역. 연한 회색은 감소 지역; 연한 회색과 진한 회색은 함께 침입 지역을 나타낸다 (페들리, 1981 수정).

성충 탈피 후, 어린 성충은 처음에는 날개가 축 늘어진 채 부드럽지만, 며칠 안에 큐티클이 굳어지고 혈림프가 날개로 펌프질되어 날개를 뻣뻣하게 만든다.
성숙은 먹이 공급과 기상 조건이 적합할 때 2~4주 안에 일어날 수 있지만, 조건이 덜 이상적일 때는 최대 6개월이 걸릴 수도 있다. 수컷이 먼저 성숙하기 시작하며, 암컷의 성숙을 자극하는 냄새를 발산한다. 성숙하면 곤충은 노란색으로 변하고 암컷의 복부는 알이 발달하면서 부풀어 오른다.

## 생태 및 떼 형성

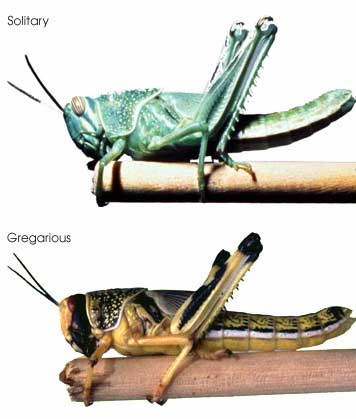
단독(위) 및 무리(아래) 사막메뚜기 유충

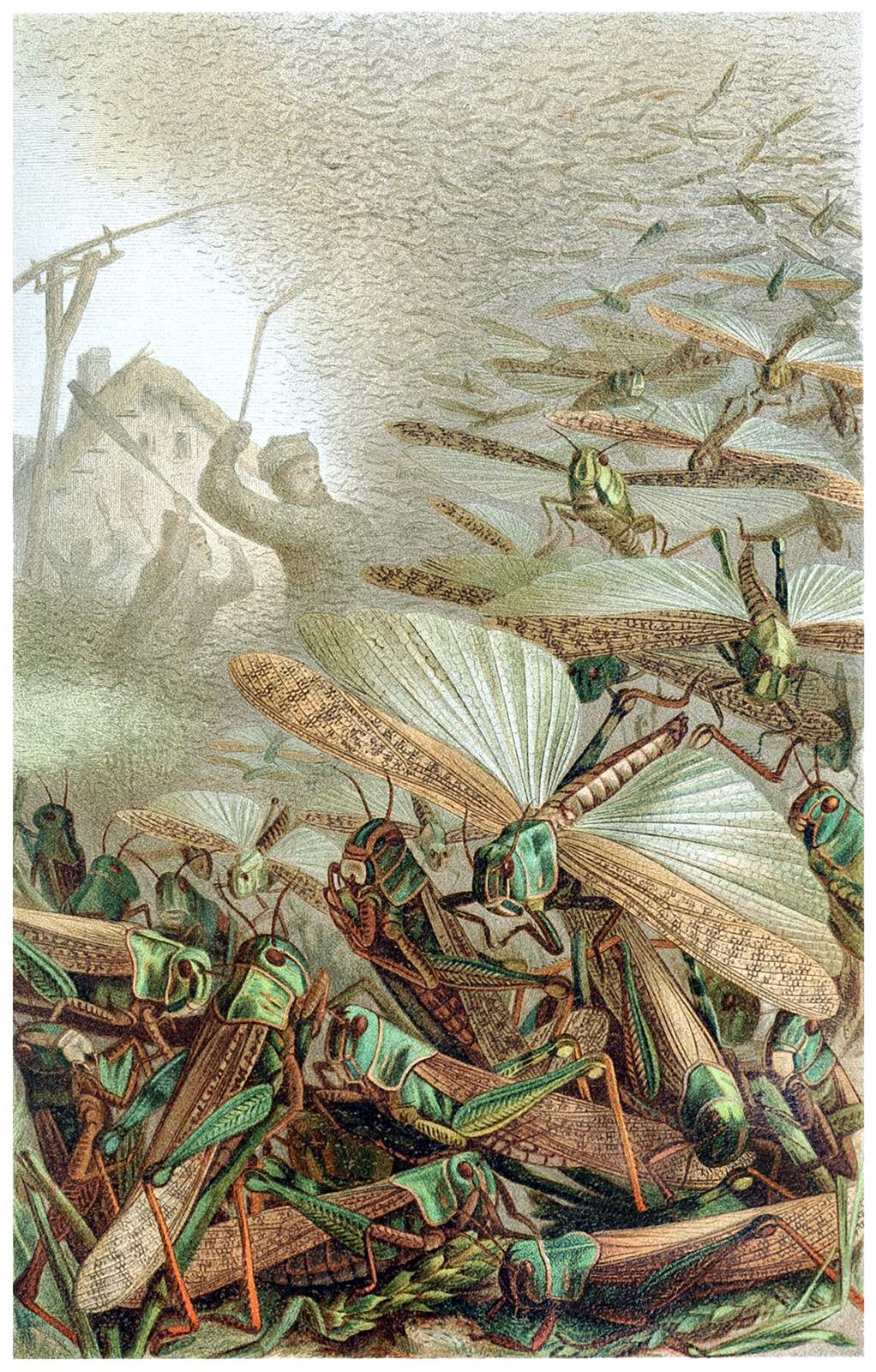
메뚜기 떼, 1882~1884년 에밀 슈미트의 다색 석판 (브렘, A.E., 9권: 551)

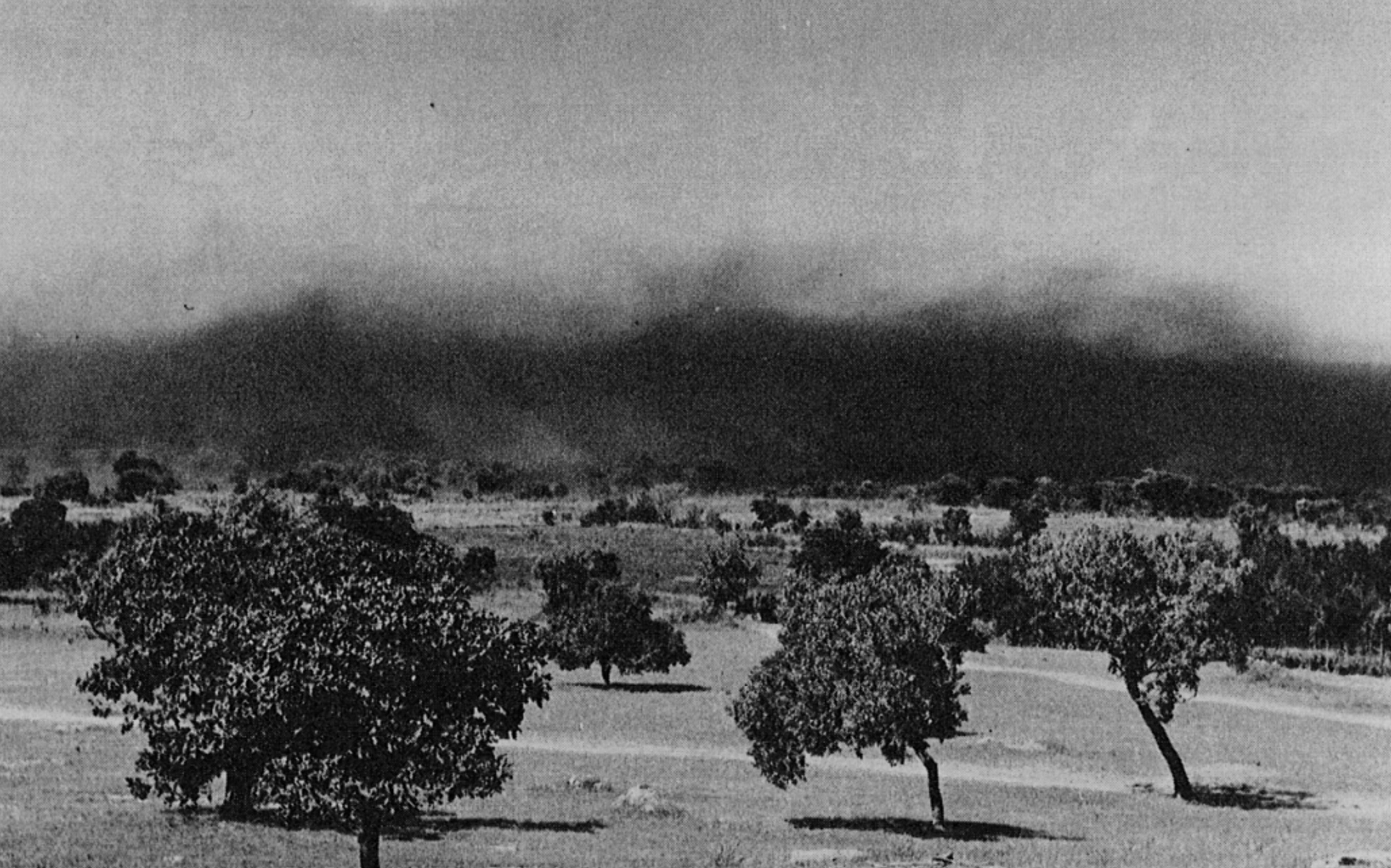
1949~62년 대규모 침입 당시인 1954년경 모로코에서 발생한 고밀도 사막메뚜기 떼의 역사적 사진. 배경의 풍경을 가릴 정도로 매우 높은 밀도로 집중된 메뚜기를 볼 수 있다. 떼의 앞부분은 마치 모래 폭풍의 앞부분과 같다. (사진: 한스 브레도, 리셀로테 브레도-바르텔루스, 1997년)

사막메뚜기는 단독 생활 단계와 군집 생활 단계, 즉 다형성을 보인다. 단독 메뚜기 유충과 성충은 혼잡한 상황에 놓이면 몇 시간 내에 군집적으로 행동할 수 있는 반면, 군집 메뚜기는 고립된 상태에서 키워지면 단독 생활을 하기 위해 한 세대 이상이 필요하다. 두 단계 사이에는 형태와 행동에 차이가 있다. 단독 단계에서는 약충들이 무리를 이루지 않고 독립적으로 움직인다. 나중에 령에서는 주변 식물의 색깔과 맞게 녹색 또는 갈색을 띠는 경향이 있다. 성충은 밤에 날아다니며 주변 환경과 어우러지도록 색깔을 띠는데, 미성숙 성충은 회색 또는 베이지색이고 성숙 성충은 옅은 노란색이다. 군집 단계에서는 약충들이 함께 모여 나중에 령에서는 노란색 바탕에 검은색 무늬가 있는 대담한 색깔을 띤다. 미성숙 성충은 분홍색이고 성숙 성충은 밝은 노란색이며 낮에 조밀한 무리를 이루어 날아다닌다.

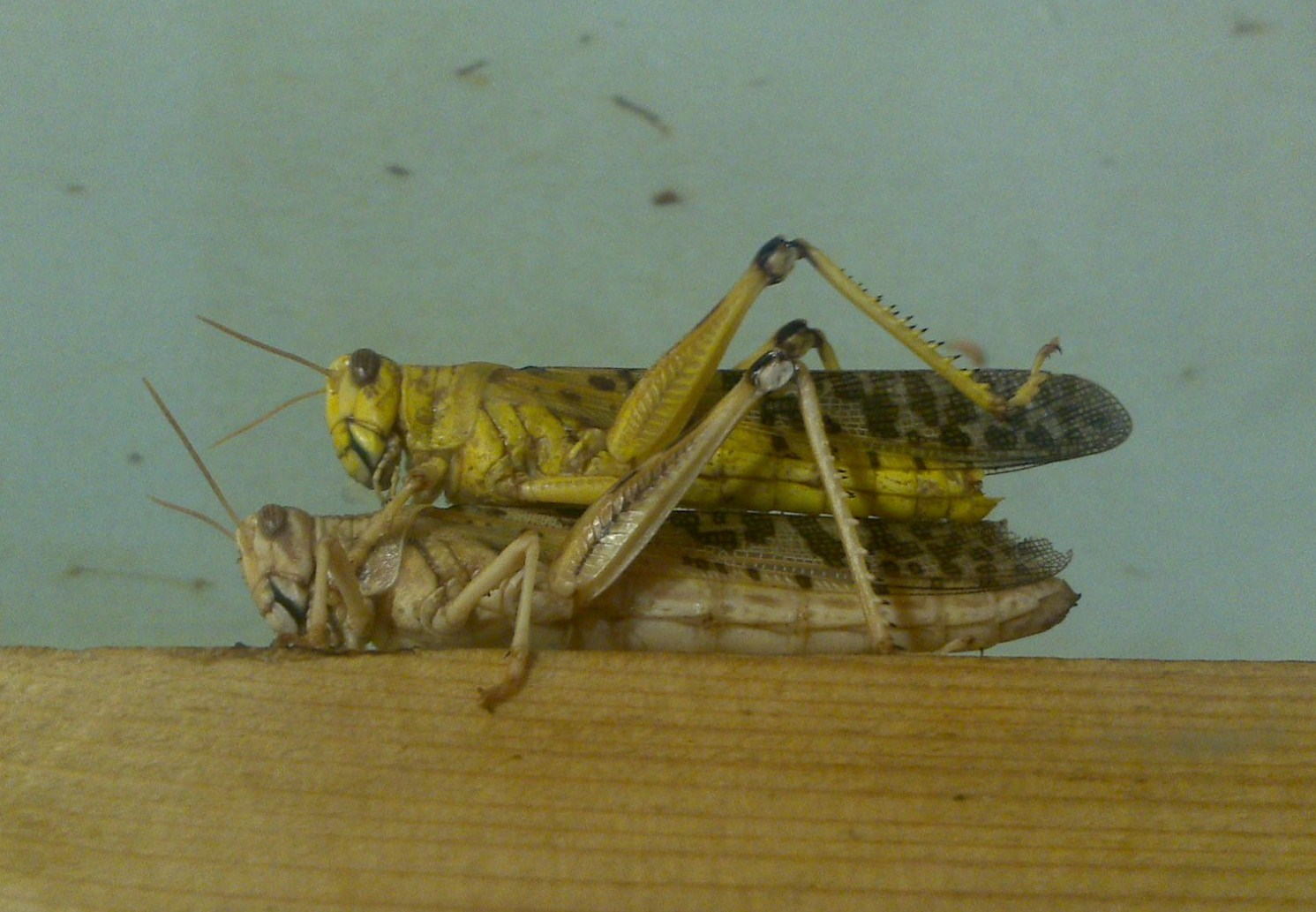
런던 동물원에서 짝짓기를 준비하는 사막메뚜기

무해한 단독 곤충이 탐욕스러운 무리 곤충으로 변하는 것은 일반적으로 가뭄 기간 후에 발생하며, 비가 내리고 주요 사막메뚜기 번식지에서 식물이 무성해진다. 개체수가 급증하고 먹이를 얻기 위한 경쟁이 증가한다. 약충들이 점점 더 밀집되면서 물리적 접촉이 심해지면 곤충의 뒷다리가 서로 부딪히게 된다. 이러한 자극은 일련의 대사 및 행동 변화를 유발하여 곤충들이 단독 단계에서 무리 단계로 변형되게 한다. 약충들이 무리 생활을 시작하면, 그들의 색깔은 주로 녹색에서 노란색과 검은색으로 변하고, 성충은 갈색에서 분홍색(미성숙) 또는 노란색(성숙)으로 변한다. 몸은 더 짧아지고, 서로에게 이끌리게 하는 페로몬을 방출하여 약충 무리 및 이후 떼 형성을 강화한다. 약충 페로몬은 성충 페로몬과 다르다. 성충 페로몬에 노출되면 약충들은 혼란스러워하고 방향 감각을 잃는데, 이는 시각적 및 촉각적 자극은 남아 있지만 서로 "냄새"를 맡을 수 없게 되기 때문이다. 며칠 후, 약충 무리는 해체되고 포식을 피한 개체들은 다시 단독 생활을 하게 된다.
정체기라고 불리는 조용한 기간 동안, 사막메뚜기는 모리타니부터 북부 아프리카의 사하라 사막을 거쳐 아라비아반도를 지나 서북 인도까지 이어지는 16백만-제곱킬로미터 (6.2백만-제곱마일)의 벨트 지역에 국한된다. 최적의 생태 및 기후 조건 하에서는 여러 세대가 연이어 발생하여 떼를 형성하고 이들이 서식하는 지역의 사방으로, 북쪽으로는 스페인과 러시아까지, 남쪽으로는 나이지리아와 케냐까지, 동쪽으로는 인도와 서남아시아까지 침입할 수 있다. 32백만 제곱킬로미터 (12백만 제곱마일), 즉 지구 육지 표면의 약 20%에 해당하는 지역 내에서 최대 60개국이 영향을 받을 수 있다.
메뚜기 떼는 바람을 타고 바람의 속도와 거의 같은 속도로 날아간다. 하루에 100 to 200 km (62 to 124 mi)를 이동할 수 있으며, 해발 약 2,000 미터 (6,600 ft)까지 날아오를 수 있다 (더 높은 고도에서는 온도가 너무 낮아진다). 따라서 떼는 아틀라스산맥, 힌두쿠시산맥, 히말라야산맥과 같은 높은 산맥을 넘을 수 없다. 이들은 아프리카의 열대우림이나 중앙 유럽으로는 감히 들어가지 못한다. 하지만 메뚜기 성충과 떼는 아프리카와 아라비아반도 사이의 홍해를 정기적으로 건너며, 심지어 1987~89년 재앙 때 아프리카에서 카리브 제도까지 대서양을 10일 만에 건넜다는 보고도 있다. 단일 떼는 최대 1,200 제곱킬로미터 (460 mi2)를 덮을 수 있으며, 40 and 80백만 메뚜기 매 제곱킬로미터 (100,000,000 and 210,000,000 매 제곱마일) (메뚜기 한 마리당 평균 질량 2g을 고려할 때 총 약 500억에서 1000억 마리, 100,000 to 200,000 미터톤 (98,000 to 197,000 롱톤; 110,000 to 220,000 쇼트톤)에 해당)를 포함할 수 있다. 메뚜기는 3개월에서 6개월 사이에 살 수 있으며, 한 세대에서 다음 세대로 넘어갈 때 메뚜기 개체수는 10~16배 증가한다.

## 사막메뚜기의 영향

### 경제적 영향
사막메뚜기는 아마도 세계에서 가장 오래되고 가장 위험한 이동성 해충일 것이다. 이들이 유발하는 침입과 파괴의 규모는 그들의 뛰어난 무리 생활 본성, 이동성, 약충 무리와 떼의 탐식성과 크기 때문이다. 사막메뚜기 침입은 절대적으로 파괴적일 수 있으며, 국가 및 지역 식량 안보와 영향을 받는 농촌 공동체, 특히 가장 가난한 사람들의 생계에 심각한 영향을 미칠 수 있다. 이러한 피해에 더해 작물 보호를 위해 실행되는 방제 작업 비용도 추가되며, 이 작업은 침입이 수년간 더 넓은 지역으로 확산되는 것을 막는 데도 도움이 된다. 또한, 피해는 작물에만 국한되지 않고, 현재 더 잘 이해되고 고려되는 침입의 다중 사회적, 환경적 결과도 포함해야 하지만, 이를 추정하기는 어렵다.
사막메뚜기는 매일 녹색 식물을 자신의 체중(약 2 g (0.07 oz))에 해당하는 양만큼 먹는 것으로 추정된다. 이들은 다식성으로, 잎, 새싹, 꽃, 과일, 씨앗, 줄기, 나무껍질 등을 먹는다. 진주조, 옥수수, 수수, 보리, 쌀, 목초, 사탕수수, 면섬유, 과일나무, 대추야자, 바나나 식물, 채소, 잡초 등 거의 모든 작물과 비작물 식물을 먹는다.

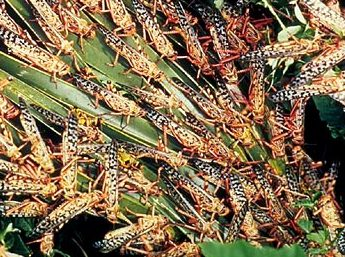
메뚜기 먹이 주기

메뚜기로 인한 작물 손실은 성경과 쿠란에도 언급되어 있으며, 이 곤충들은 여러 에티오피아 기근의 심화에 기여한 것으로 기록되어 있다. 20세기 초부터 사막메뚜기 재앙은 1926~1934년, 1940~1948년, 1949~1963년, 1967~1969년, 1987~1989년, 2003~2005년, 2019~2020년에 발생했다. 1915년 3월~10월에는 메뚜기 재앙이 오스만 팔레스타인의 거의 모든 식생을 휩쓸었다. 떼 지은 사막메뚜기로 인한 심각한 작물 손실은 식량 부족 문제를 악화시키고 식량 안보에 위협이 된다.

### 환경적 영향
사막메뚜기 방제는 여전히 주로 화학 살충제에 의존한다. 침입이 발생할 경우, 방제 작업의 규모가 매우 커서 사용되는 제품이 인체 건강, 환경, 비표적 생물체 및 생물 다양성에 심각한 부작용을 미칠 수 있다. 이러한 부작용은 점점 더 잘 알려져 있다. FAO가 권장하는 예방 전략의 올바른 적용과 사람 및 환경에 더 친화적인 우수 처리 관행의 사용은 이러한 대규모 살포의 부정적인 영향을 제한할 수 있다.

### 사회적 영향
사막메뚜기 발생 시 지역 주민들에게 미치는 외부 사회적 비용은 막대하지만, 추정하기 어렵다. 작물 및 목초지 손실은 심각한 식량 부족과 식량 배급의 큰 불균형, 시장 가격의 큰 변동, 방목 지역의 불충분한 가용성, 가계 생계 유지 및 남은 동물 사료 구매를 위한 매우 낮은 가격의 동물 판매, 조기 가축 이동 및 이동 목축민과 지역 농민 간의 높은 긴장, 그리고 도시 지역으로의 상당한 인구 이동(때로는 노인, 약자, 어린 아이들에게 치명적일 수 있음)으로 이어질 수 있다. 수확 시에는 곡물이 곤충 조각으로 오염되어 사료용 곡물로 등급이 낮아져 낮은 가격에 판매될 수 있는 등 다른 경제적 결과가 발생할 수 있다. 또한, 부정적인 소득 충격은 농촌 지역에 사는 아이들의 교육 결과에 장기적인 영향을 미칠 수 있다.

### 유익한 영향
메뚜기 떼의 잠재적 이점은 거의 인식되지 않는다. 그러나 메뚜기가 모두 나쁜 것은 아니며, 침입 시 메뚜기 개체군의 생물량은 생태계 과정에 크게 기여한다. 메뚜기 배설물과 사체는 영양분이 풍부하며, 이는 미생물과 균류에 의한 분해를 통해 토양으로 전달되고 식물에 흡수되어 질소와 탄소의 빠른 광물화율을 통해 순 생태계 생산성과 생태계 영양 순환을 증가시킨다.

## 조기 경보 및 예방 통제
조기 경보 및 예방 통제는 메뚜기 재앙의 발생과 확산을 막기 위해 아프리카와 아시아의 메뚜기 피해국들이 채택한 전략이다. 1920년대-1930년대에 메뚜기 통제는 국제 협력의 주요 분야가 되었다. 국제 농업 연구소는 사막메뚜기에 대한 데이터 교환을 목표로 여러 프로그램을 개발했으며, 1930년대에 로마 (1931년), 파리 (1932년), 런던 (1934년), 카이로 (1936년), 그리고 브뤼셀 (1938년)에서 국제 회의가 개최되었다. 식민 제국들은 중동과 아프리카 일부 지역에 심각한 영향을 미치던 메뚜기 해충을 통제하려는 이러한 시도에 깊이 관여했다. 소련도 메뚜기 통제를 중동과 중앙 아시아로 영향력을 확대하는 방법으로 활용했다.
FAO의 로마 본부 사막메뚜기 정보 서비스(DLIS)는 날씨, 생태 조건, 메뚜기 상황을 매일 모니터링한다. DLIS는 피해국 국가 팀이 수행하는 조사 및 통제 작업 결과를 수신한다. 이 팀은 eLocust3와 같은 다양한 혁신적인 디지털 기기를 사용하여 표준화된 데이터를 실시간으로 수집, 기록 및 국가 메뚜기 센터로 전송하여 의사 결정을 지원한다. 이 데이터는 DLIS가 운영하는 전 세계 모니터링 및 조기 경보 시스템인 SWARMS에 자동으로 통합된다. 이 시스템 내에서 현장 데이터는 최신 인공위성 이미지와 결합되어 서아프리카에서 인도에 이르는 메뚜기 번식 지역의 강우량, 식생 및 토양 수분 조건을 적극적으로 모니터링한다. 이는 최대 6개월 전까지의 계절 내 및 계절별 기온 및 강우량 예측과 NOAA 및 ECMWF의 기타 일기 예보 및 데이터로 보완된다. 알 및 약충 발달 속도와 떼 이동 경로(NOAA HYSPLIT) 및 분산(영국 기상청 NAME)을 추정하는 데 모델이 사용된다. DLIS는 맞춤형 GIS를 사용하여 현장 데이터, 위성 이미지, 일기 예보 및 모델 결과를 분석하여 현재 상황을 평가하고 최대 6주 전까지 번식 및 이동의 시기, 규모 및 위치를 예측한다. 상황 평가 및 예측은 1970년대부터 시작된 월간 메뚜기 게시판에 게시된다. 이는 피해국 및 국제 사회에 대한 경고 및 알림으로 보완된다. 이 정보는 FAO 메뚜기 감시 웹사이트에서 확인할 수 있다. DLIS는 드론을 포함한 최신 기술을 혁신적인 도구로 지속적으로 채택하여 모니터링 및 조기 경보를 개선한다. FAO는 또한 피해국에 정보 및 교육을 제공하고 대규모 급증 및 재앙 발생 시 기증 기관의 자금 지원을 조율한다.
사막메뚜기는 통제하기 어려운 해충이며, 통제 조치는 메뚜기가 발견될 수 있는 넓고 종종 외딴 지역(16–30백만 제곱킬로미터 (6.2–11.6백만 제곱마일))으로 인해 더욱 복잡해진다. 일부 피해국의 미개발된 기본 기반 시설, 메뚜기 모니터링 및 통제를 위한 제한된 자원, 그리고 피해국 내외의 정치적 혼란은 필요한 모니터링 및 통제 활동을 수행하는 국가의 역량을 더욱 감소시킨다.
현재 사막메뚜기 방제의 주요 방법은 차량 장착 및 항공 살포기를 이용하여 소량의 농축된 살충제를 초저용량으로 살포하는 것이다. 살충제는 곤충에 직접 흡수되므로 정밀한 방제가 필요하다. 방제는 메뚜기 피해국의 정부 기관 또는 동아프리카 사막메뚜기 통제 기구(DLCO-EA)와 같은 전문 지역 항공 기관이 수행한다.
사막메뚜기에는 포식성 말벌과 파리, 기생벌, 포식성 딱정벌레 유충, 새, 파충류 등 천적이 있다. 이들은 단독 개체군을 억제하는 데 효과적일 수 있지만, 떼와 약충 무리에 있는 엄청난 수의 곤충에 대해서는 제한적인 효과를 보인다.
농부들은 종종 도랑을 파고 약충 띠를 매장하는 것과 같은 기계적 수단을 사용하여 메뚜기를 죽이려고 하지만, 이것은 노동 집약적이며 넓은 지역에 걸쳐 대규모 침입이 분산되어 있을 때 수행하기 어렵다. 농부들은 또한 소음을 내거나 타이어 태우기 또는 다른 방법으로 메뚜기 떼를 밭에서 쫓아내려고 한다. 이것은 문제를 이웃 농장으로 옮기는 경향이 있으며, 메뚜기 떼는 이전에 방문했던 밭으로 쉽게 돌아와 다시 침입할 수 있다.
리비아에서는 사막메뚜기 침입이 특히 오아시스와 그 농장의 작물과 식생을 위협하고 있다.

## 생물 살충제
생물 살충제에는 곰팡이, 박테리아, 님 추출물 및 페로몬이 포함된다. 많은 생물 살충제의 효과는 기존 화학 살충제와 동일하지만 두 가지 뚜렷한 차이가 있다. 일반적으로 생물 살충제는 곤충, 식물 질병 또는 잡초를 죽이는 데 2일에서 10일 정도 더 오래 걸린다.
생물 살충제에는 생화학적 살충제와 미생물 살충제 두 가지 유형이 있다. 생화학적 살충제는 자연적으로 발생하는 화학 물질과 유사하며 독성이 없으며, 짝을 찾는 데 사용되는 곤충 페로몬과 같은 것이 예시이다. 반면 미생물 생물 살충제는 자연적으로 존재하거나 유전적으로 변형된 박테리아, 곰팡이, 조류 또는 바이러스에서 유래한다. 곤충병원성 곰팡이는 일반적으로 곰팡이증(mycosis)을 통해 해충을 억제한다. 이는 곤충에 특이적인 질병을 유발한다.
생물학적 방제 제품은 1990년대 후반부터 개발되어 왔으며, 그린 머슬과 노바크리드는 자연적으로 발생하는 곤충병원성 곰팡이인 메타리치움 아크리둠을 기반으로 한다. 메타리치움 종은 전 세계에 널리 퍼져 있으며 많은 곤충 그룹을 감염시키지만 인간, 다른 포유류, 조류에게는 위험이 낮다. M. 아크리둠 종은 이러한 메뚜기가 속하는 짧은뿔 메뚜기에 특화되어 있으므로 제품의 활성 성분으로 선택되었다.
이 제품은 호주에서는 그린 가드(Green Guard)라는 이름으로 판매되며, 아프리카에서는 그린 머슬(Green Muscle)이라는 이름으로 판매되기도 했다. 그러나 그린 머슬이 시장에서 사라진 후, 아프리카, 중앙 아시아, 중동을 위해 또 다른 제품인 노바크리드(NOVACRID)가 개발되었다. 이 제품들은 화학 살충제와 동일한 방식으로 적용되지만, 살충 속도가 빠르지 않다. 권장 용량으로 곰팡이는 메뚜기 중 최대 90%를 죽이는 데 2주까지 걸릴 수 있다. 이러한 이유로 주로 메뚜기의 날개 없는 초기 단계인 약충에 사용하는 것이 권장된다. 이들은 주로 사막에 서식하며, 농경지에서 멀리 떨어져 있어 죽음의 지연이 피해를 유발하지 않는다. 이 제품의 장점은 메뚜기와 메뚜기에만 영향을 미치므로 화학 살충제보다 훨씬 안전하다는 점이다. 특히, 메뚜기와 메뚜기의 천적이 계속해서 이들을 잡아먹을 수 있도록 해준다. 여기에는 새, 포식기생 및 포식자 와습, 포식성 파리, 그리고 특정 종의 딱정벌레목이 포함된다. 천적은 재앙을 막을 수는 없지만, 발생 빈도를 제한하고 통제에 기여할 수 있다. 생물 살충제는 국립공원이나 강 및 기타 수역과 같은 환경 민감 지역에서 사용하기에도 더 안전하다.
그린 머슬은 1987~89년 재앙 기간 동안 메뚜기와 메뚜기 방제를 위해 화학 살충제를 과도하게 사용하는 것에 대한 환경적 우려에 대응하여 1989년에 시작된 LUBILOSA 프로그램 하에 개발되었다. 이 프로젝트는 유익한 질병 유발 미생물(병원체)을 메뚜기와 메뚜기 방제를 위한 생물학적 방제제로 사용하는 데 중점을 두었다. 이들 곤충은 너무 이동성이 높고 번식력이 뛰어나 고전적인 생물학적 방제로는 그 수를 억제하기 어렵다고 간주되었다. 병원체는 인공 배양으로 대량 생산할 수 있고 어디에서나 사용되는 살포 장비와 함께 사용할 수 있다는 뚜렷한 장점을 가진다. 곤충병원성 곰팡이는 전통적으로 효과를 발휘하려면 습한 조건이 필요하다고 여겨졌다. 그러나 LUBILOSA 프로그램은 [[살충제 살포|곰팡이 포자를 오일 제형으로 살포]]하여 이러한 문제를 극복하는 방법을 고안했다. 사막 조건에서도 그린 머슬은 메뚜기와 아크리디드 해충, 예를 들어 세네갈메뚜기를 죽이는 데 사용될 수 있다. 2005년과 2006년 알제리와 모리타니에서 진행된 시험에서, 다양한 천적, 특히 새들이 약 1주일 만에 치료된 약충 무리를 제거할 만큼 풍부했다. 이는 병든 약충들이 둔해지고 잡기 쉬워졌기 때문이다.

## 사막메뚜기 재앙 및 급증
1900년대에는 6번의 주요 사막메뚜기 재앙이 있었는데, 그중 하나는 거의 13년 동안 지속되었다.

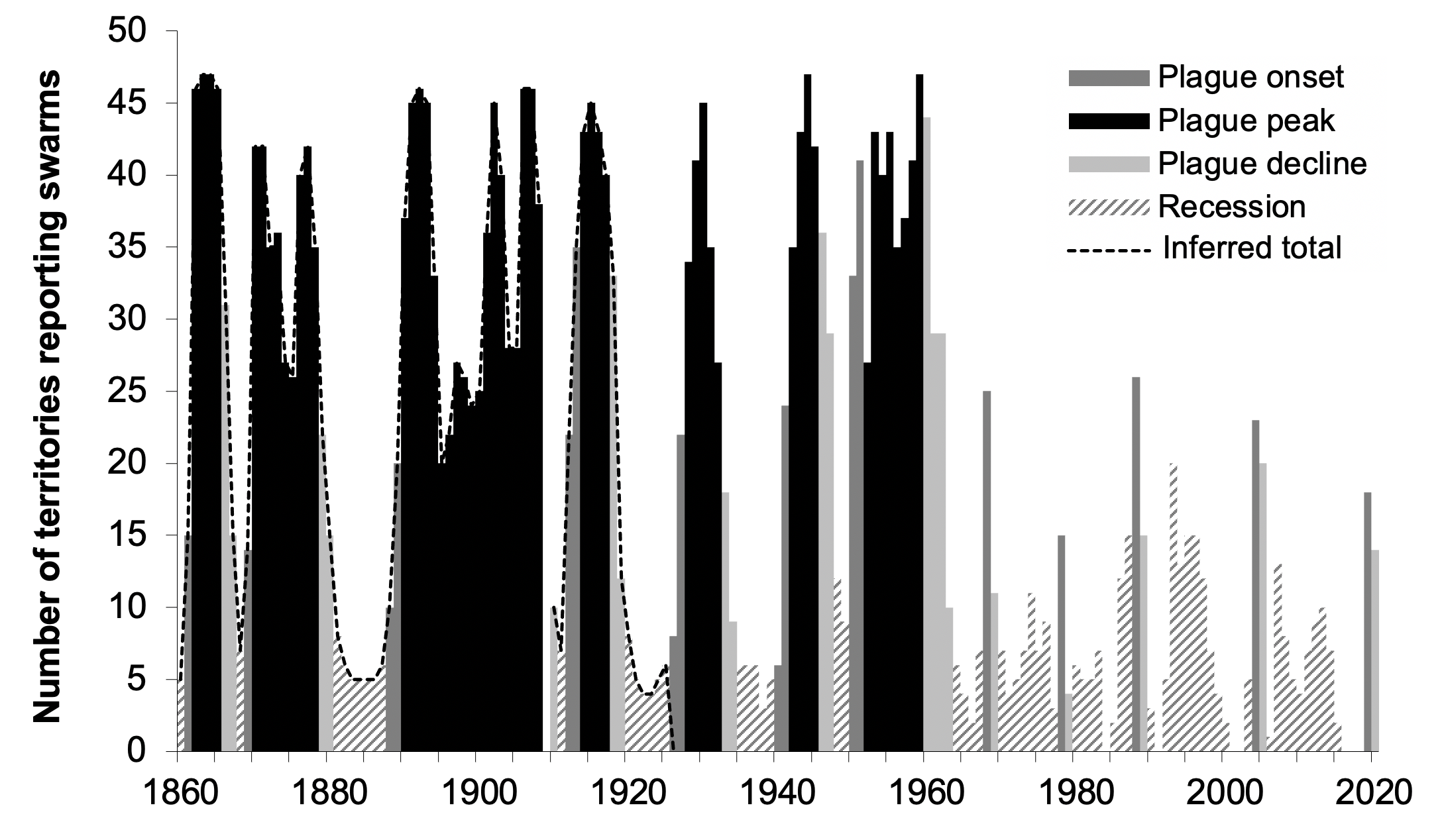
1860년~2020년 사막메뚜기 떼가 기록된 지역 (왈로프, 1966, 1976, 마고르 외, 2008, 업데이트). 1960년대 이후 침입의 중요성이 급격히 감소했음을 주목하라 (왈로프, 1966, 1976, 마고르 외, 2008, 업데이트).

### 1915년 오스만 시리아 메뚜기 침입
1915년 3월부터 10월까지 떼를 이룬 메뚜기들이 팔레스타인, 레바논산 및 시리아 주변 지역의 거의 모든 식생을 휩쓸었다. 이 침입은 이미 고갈된 이 지역의 식량 공급을 심각하게 위협했으며, 모든 예루살렘 주민들의 비참함을 심화시켰다.

### 1960년대부터 현재까지
1960년대 초반 이후, 두 번의 사막메뚜기 재앙(1967-1968 및 1986-1989)과 여섯 번의 사막메뚜기 급증(1972-1974, 1992-1994, 1994-1996, 2004-2005, 1996-1998, 및 2019-2021)이 있었다.

### 2004–2005년 급증 (서아프리카)
2003년 10월부터 2005년 5월까지 서아프리카는 지난 15년 만에 가장 크고 많은 사막메뚜기 침입에 직면했다. 이 급증은 2003년 가을 모리타니, 말리, 니제르, 수단에서 발생한 작고 독립적인 발생으로 시작되었다. 10월에 세네갈 다카르에서 모로코까지 이어진 이례적인 이틀간의 폭우는 다음 6개월 동안 번식 조건이 유리하게 유지되도록 했고, 사막메뚜기 개체수는 급격히 증가했다. 2005년 초 북서 아프리카의 겨울 번식 지역에서 비가 오지 않고 기온이 낮아 메뚜기 발달이 늦어졌고, 이로 인해 메뚜기 방제 기관이 순환을 막을 수 있었다. 급증 기간 동안 23개국에서 약 130,000 제곱킬로미터 (50,000 제곱마일)가 지상 및 항공 작전을 통해 처리되었다. 이 급증에 대처하는 비용은 FAO에 의해 미화 4억 달러를 초과한 것으로 추정되며, 수확 손실은 최대 미화 25억 달러에 달하여 서아프리카의 식량 안보에 재앙적인 영향을 미쳤다. 2004-2005년 급증으로 영향을 받은 국가는 알제리, 부르키나파소, 카나리아 제도, 카보베르데, 차드, 이집트, 에티오피아, 감비아, 그리스, 기니, 기니비사우, 이스라엘, 요르단, 레바논, 리비아 아랍 자마히리야, 말리, 모리타니, 모로코, 니제르, 사우디아라비아, 세네갈, 수단, 시리아, 튀니지였다.

### 2019–2021년 사막메뚜기 급증
2018년 5월, 사이클론 메쿠누가 아라비아반도의 엠티 쿼터에 전례 없는 강우량을 가져왔고, 이어 10월에는 사이클론 루반이 같은 지역에 다시 폭우를 퍼부었다. 이는 세 세대에 걸친 번식에 유리한 조건을 제공하여 사막메뚜기 개체수가 약 8,000배 증가하는 결과를 초래했는데, 이 지역이 너무 외딴 곳이라 국가 메뚜기 팀이 접근할 수 없어 통제되지 않았다.
2019년 초, 대규모 떼들이 이 외딴 접근 불가능한 지역에서 북쪽으로 사우디아라비아 내륙과 이란 남부로, 남서쪽으로 예멘 내륙으로 이동했다. 두 지역 모두 폭우를 포함한 좋은 비가 내렸으며 (이란 남서부에서는 50년 만에 최악의 홍수), 이로 인해 두 세대 더 번식이 이루어질 수 있었다. 북쪽 이동과 그에 따른 번식에 대한 통제 작전이 이루어졌지만, 계속되는 분쟁으로 인해 예멘에서는 거의 아무것도 할 수 없었다. 그 결과, 새로운 떼들이 형성되어 홍해 남부와 아덴만을 건너 아프리카의 뿔 지역, 특히 2019년 6월 북동부 에티오피아와 북부 소말리아를 침범했다. 다시 좋은 비가 내려 여름 동안 추가 번식이 이루어졌고, 이어 가을에는 동부 에티오피아와 중앙 소말리아에서 광범위한 번식이 한 세대 더 발생했는데, 이는 12월 초 북동부 소말리아에서 이례적으로 늦게 발생한 사이클론 파완으로 인해 더욱 악화되었다. 그 결과 형성된 떼들은 2019년 12월 케냐를 침범하여 전국으로 확산되었고, 이례적인 강우로 인해 비수기에도 번식했다. 케냐는 지난 75년 동안 (1955년과 2007년) 두 번만 떼 침입을 겪었다. 일부 떼들은 우간다, 남수단, 탄자니아도 침범했으며, 한 작은 떼는 1945년 이후 처음으로 북동부 콩고 민주 공화국에 도달했다.
2020년 여름까지 케냐와 다른 지역의 상황은 국제 파트너들의 아낌없는 지원으로 대규모 공중 방제 작전이 가능해지면서 개선되었다. 그럼에도 불구하고, 식량 안보와 생계는 이 지역 전반에 걸쳐 영향을 받았다. 방제 노력에도 불구하고, 계속해서 좋은 비가 내렸고 에티오피아와 소말리아에서는 여름과 가을에 다시 번식이 발생하여 2020년 12월 케냐에 또 다른 침입이 발생했는데, 이는 결국 2021년 봄까지 통제되었다. 다시 4월 말과 5월 초에 예상치 못한 비가 내렸는데, 이번에는 더 북쪽 지역에서 발생하여 2021년 5월과 6월에 동부 에티오피아와 북부 소말리아에서 상당한 번식이 이루어졌다. 6월과 7월에 새로운 떼들이 형성되어 북동부 에티오피아로 이동하여 한 세대 번식을 했지만, 분쟁과 불안정으로 인해 대처할 수 없었으며, 이는 아프리카의 뿔 지역에서 급증을 장기화시켰다. 이 급증은 결국 북부 소말리아에서의 성공적이고 집중적인 통제 작전과 강우량 부족으로 2022년 초까지 통제되었다. 2022년 4월 1일 기준, 전 세계 어디에도 메뚜기 위기는 없지만, 10월에는 사헬, 예멘, 인도-파키스탄 국경에서 떼가 예상된다.
서남아시아에서는 2019년 봄과 2020년에 이란, 2019년 여름에는 파키스탄과 인도의 초기 방제 작전에 이어 2020년 여름에 인도와 파키스탄이 공동 국경 양쪽에서 대규모 노력을 기울여 급증이 훨씬 일찍 통제되었다. 2020년 6월, 사이클론 니사르가는 인도 북부 주에 떼를 확산시키는 데 일조했으며, 일부는 네팔의 히말라야 산기슭까지 도달했다.
급증에 대응하여 FAO 사무총장은 2020년 1월 17일 유엔 시스템에서 가장 높은 수준인 레벨 3 전사적 비상사태를 선포하고 아프리카의 뿔 지역에서 모니터링 및 통제 활동을 신속히 확대하기 위한 즉각적인 국제적 지원을 호소했다. 한 달 후, 소말리아는 비상사태를 선포했다. 마찬가지로 파키스탄도 비상사태를 선포했다. 유엔은 아프리카의 뿔이 위험한 상황에 직면해 있다고 계속 경고했다.
다행히 국제사회는 COVID-19와 같은 다른 긴급 상황에도 불구하고 신속하고 관대하게 대응했으며, FAO의 2억 3천만 달러 호소는 전액 지원되었다. 이를 통해 2020년과 2021년에 아프리카의 뿔과 예멘에서 2.3백만 헥타르 (5.7백만 에이커)에 달하는 사막메뚜기 지상 및 항공 작전이 가능해졌다. 최대 20대의 항공기가 동시에 배치되었고, 수백 명의 지상 팀이 지원했으며, 140만 개 이상의 위치가 조사되었다. 이러한 집단적 노력은 4.5백만 미터톤 (4,400,000 롱톤; 5,000,000 쇼트톤)의 작물 손실을 막고, 900백만 리터 (240,000,000 미국 갤런)의 우유 생산량을 절약하며, 약 4,700만 명의 사람들을 위한 식량을 확보했다. 방지된 곡물 및 우유 손실의 상업적 가치는 17억 7천만 달러로 추정된다.
FAO의 메뚜기 감시 웹사이트에는 최신 상황과 예측은 물론 최근 급증에 대한 자세한 설명이 담겨 있다.

## 페로몬
떼를 형성하는 페로몬인 구아이아콜은 식물성 물질의 분해를 통해 사막메뚜기의 장에서 생성된다. 이 과정은 장내 박테리아인 판토에아 아글로메란스(엔테로박터 아글로메란스)에 의해 수행된다. 구아이아콜은 메뚜기 떼 형성을 유발하는 페로몬의 주요 구성 요소 중 하나이다. 페로몬은 또한 S. gregaria의 발달을 가속화한다. 마하마트 외(1993)는 이 종의 수컷에서 유래한 여러 휘발성 물질(구아이아콜 포함)의 미분화 혼합물이 미성숙 수컷과 암컷 모두의 성숙 과정을 가속화한다는 것을 발견했다.

## 연구 분야
S. gregaria는 1967년 맥닐과 호일이 연구한 생물 중 하나로, 이전에 발견된 것보다 가는 근섬유를 가지고 있음이 밝혀졌다. 이는 활주설의 발전에 크게 기여했다.
웨스터만은 S. gregaria 수컷을 정원세포의 분열 S기 (DNA 합성 단계) 및 감수분열의 초기 단계 (렙토텐-초기 자이고텐 단계) 동안 엑스선에 노출시켰을 때 감수분열의 후기 단계 (이배체-이합체 단계)에서 키아스마 빈도가 유의하게 증가하는 것을 보여주었다. 이러한 결과는 키아스마 형성이 고립된 사건이 아니라 감수분열의 초기 단계에서 시작된 상호 관련된 일련의 과정의 최종 산물임을 시사한다.

## 문화 속에서
사막메뚜기의 오랜 역사를 고려할 때, 세계에서 가장 위험한 이동성 해충에 대한 언급이 대중 영화와 문학뿐만 아니라 많은 세계 종교에 스며들었으리라 예상된다.

### 영화
메뚜기는 파괴적인 습성으로 인해 많은 중동 문화에서 기근을 상징하며, 영화 미이라 (1999년)와 성경 (1966년)에 등장한다.

### 종교 서적
이 종은 중동 유대인 공동체의 여러 랍비 권위자들에 의해 레위기 11장 22절에 언급된 코셔 메뚜기 종 중 하나로 확인되었다.

### 문학
- 1939년 - 나다니엘 웨스트의 메뚜기의 날
- 1948년 - 프레멘드라 미트라의 포카(벵골어: পোকা) (번역:  곤충)

## 갤러리

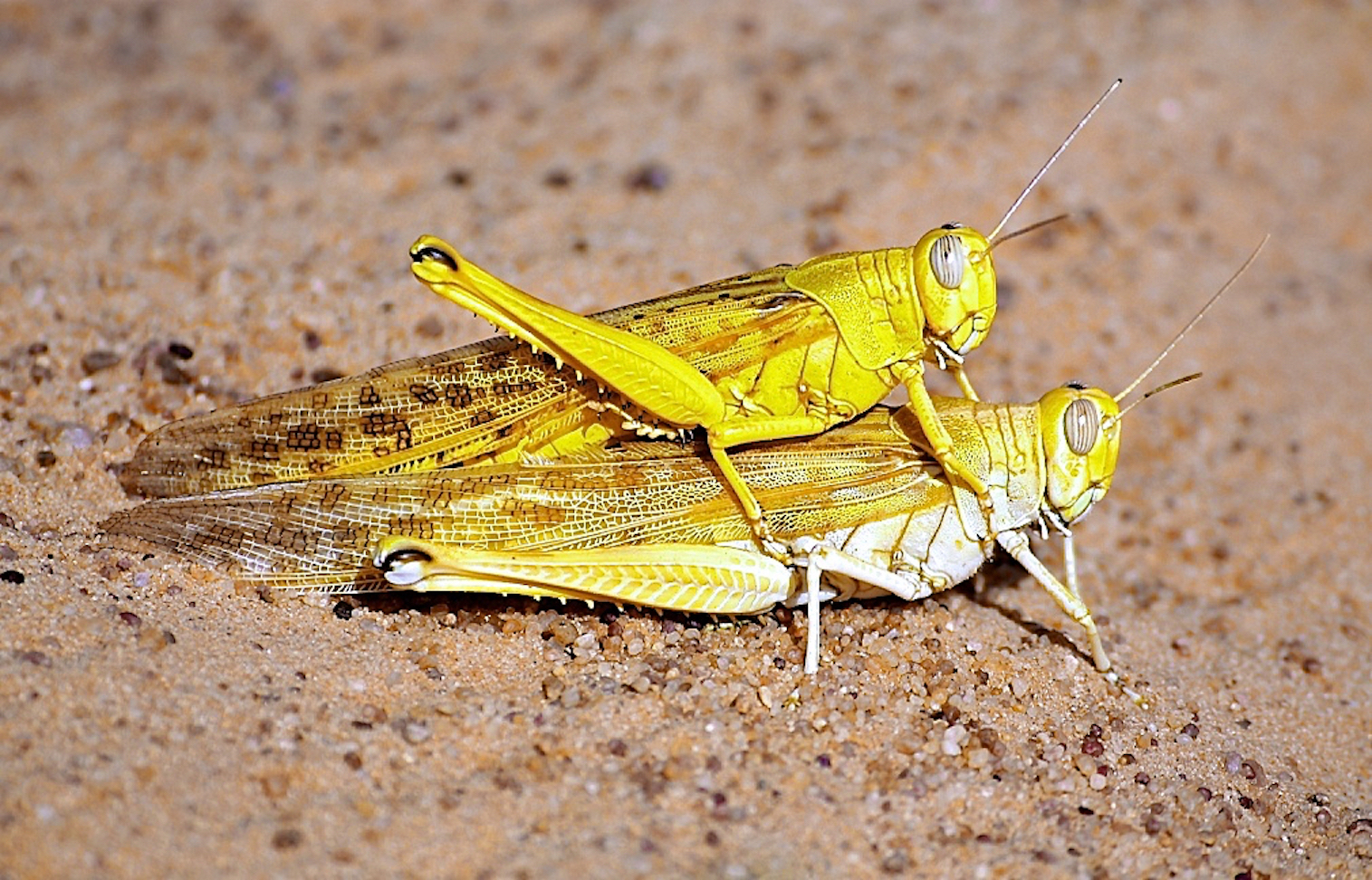
성충 사막메뚜기의 짝짓기 (사진: FAO-DLIS)
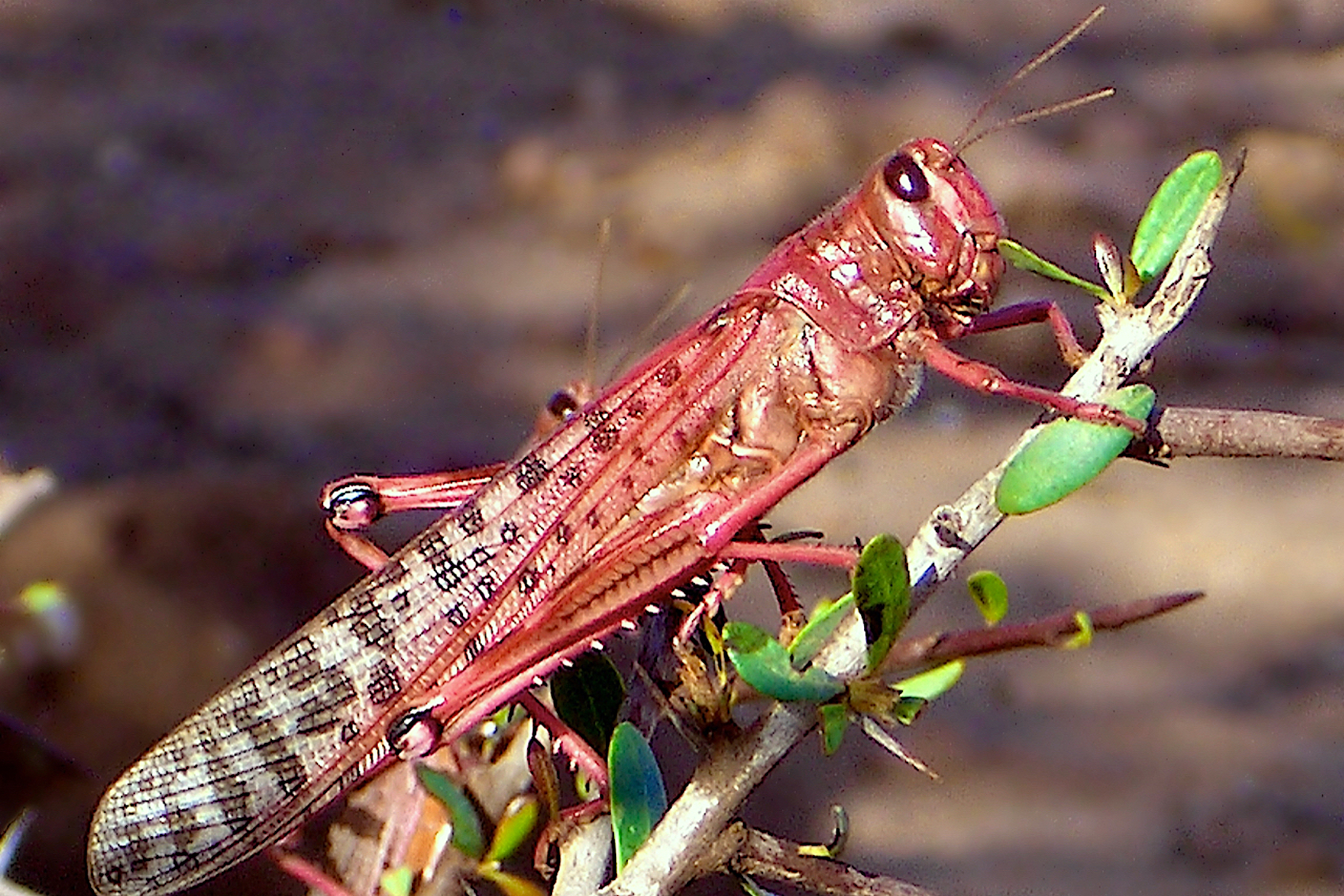
미성숙 사막메뚜기 성충 (사진: 사이드 가우트, CNLAA, 모로코)
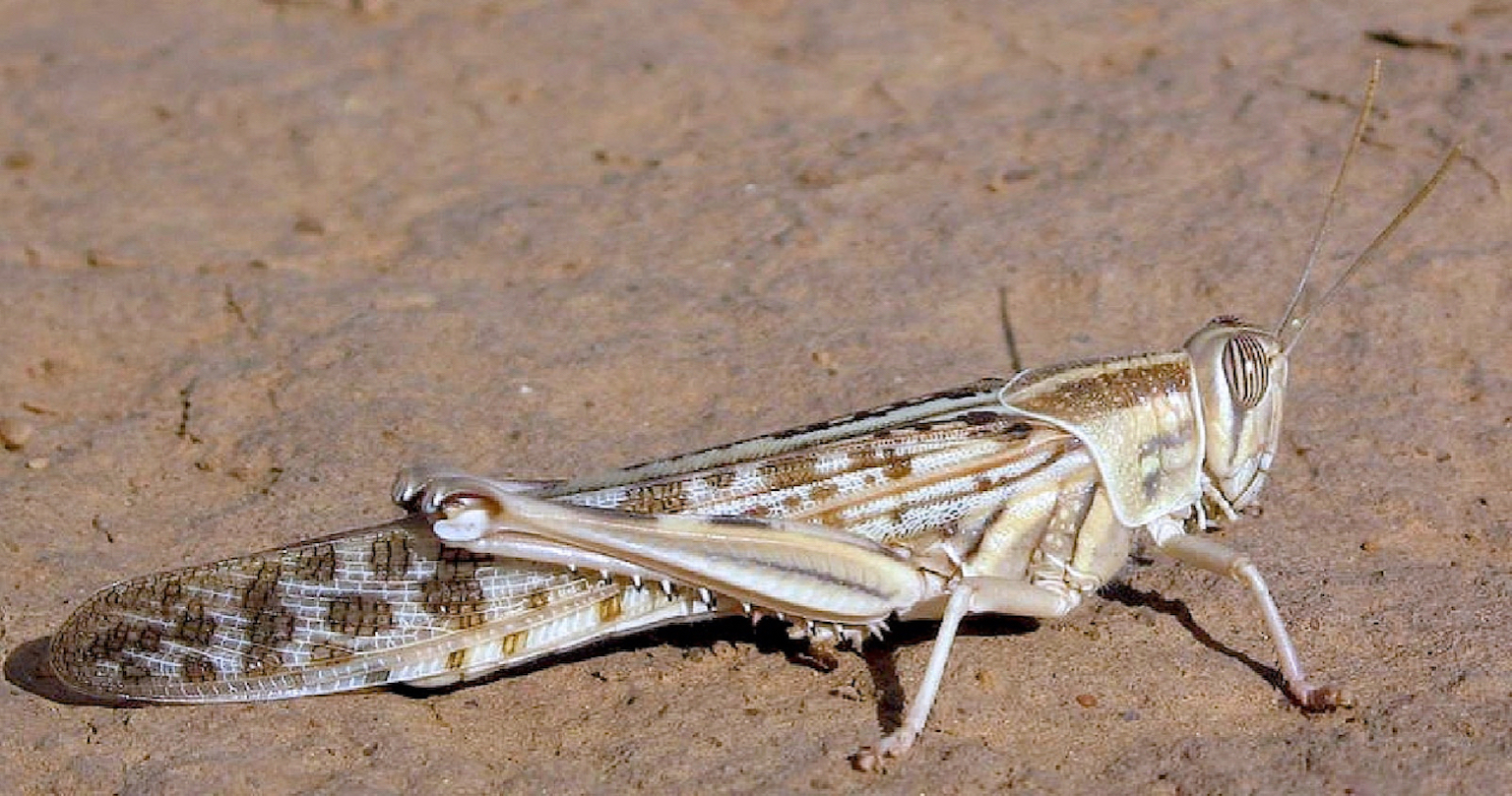
단독 사막메뚜기 성충 (사진: 미셸 르코크)
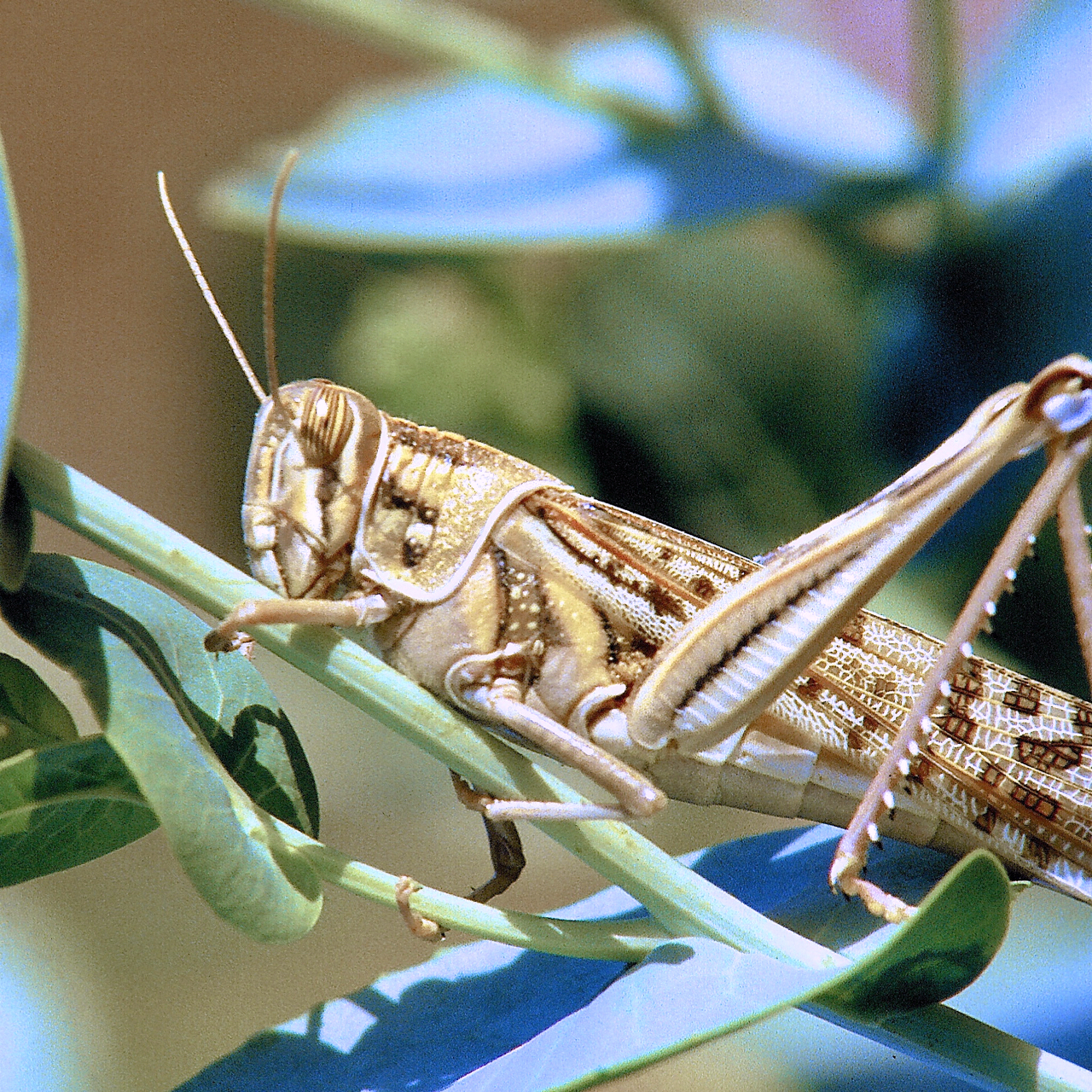
단독 사막메뚜기 성충 (사진: 미셸 르코크)
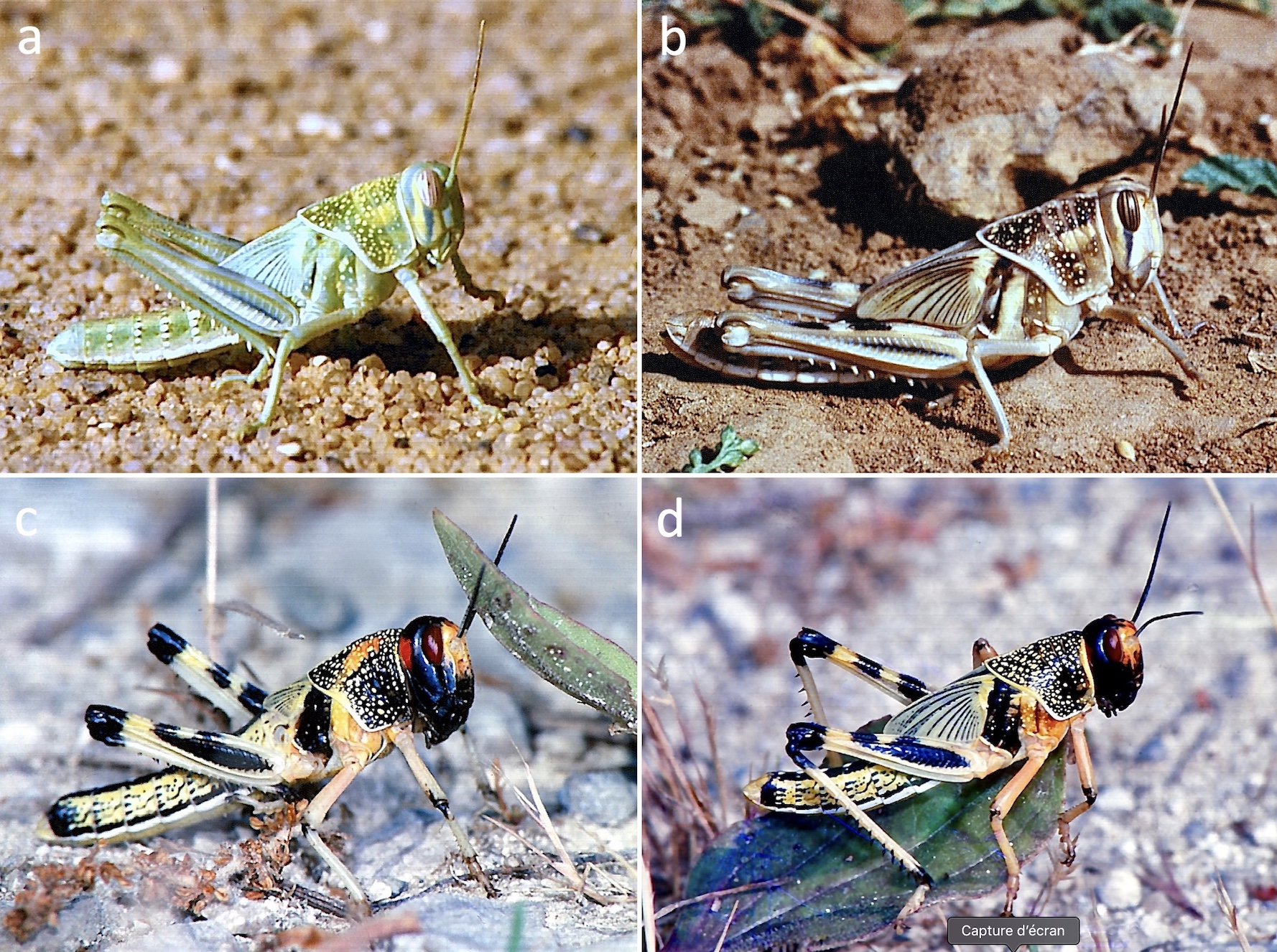
사막메뚜기 유충: 녹색(a)과 갈색(b) 단독 유충 (5령); 4령(c)과 5령(d) 군집 유충 (a, 미셸 르코크; b, 앙투안 푸카르; c 및 d, 질 발랑사; CIRAD)
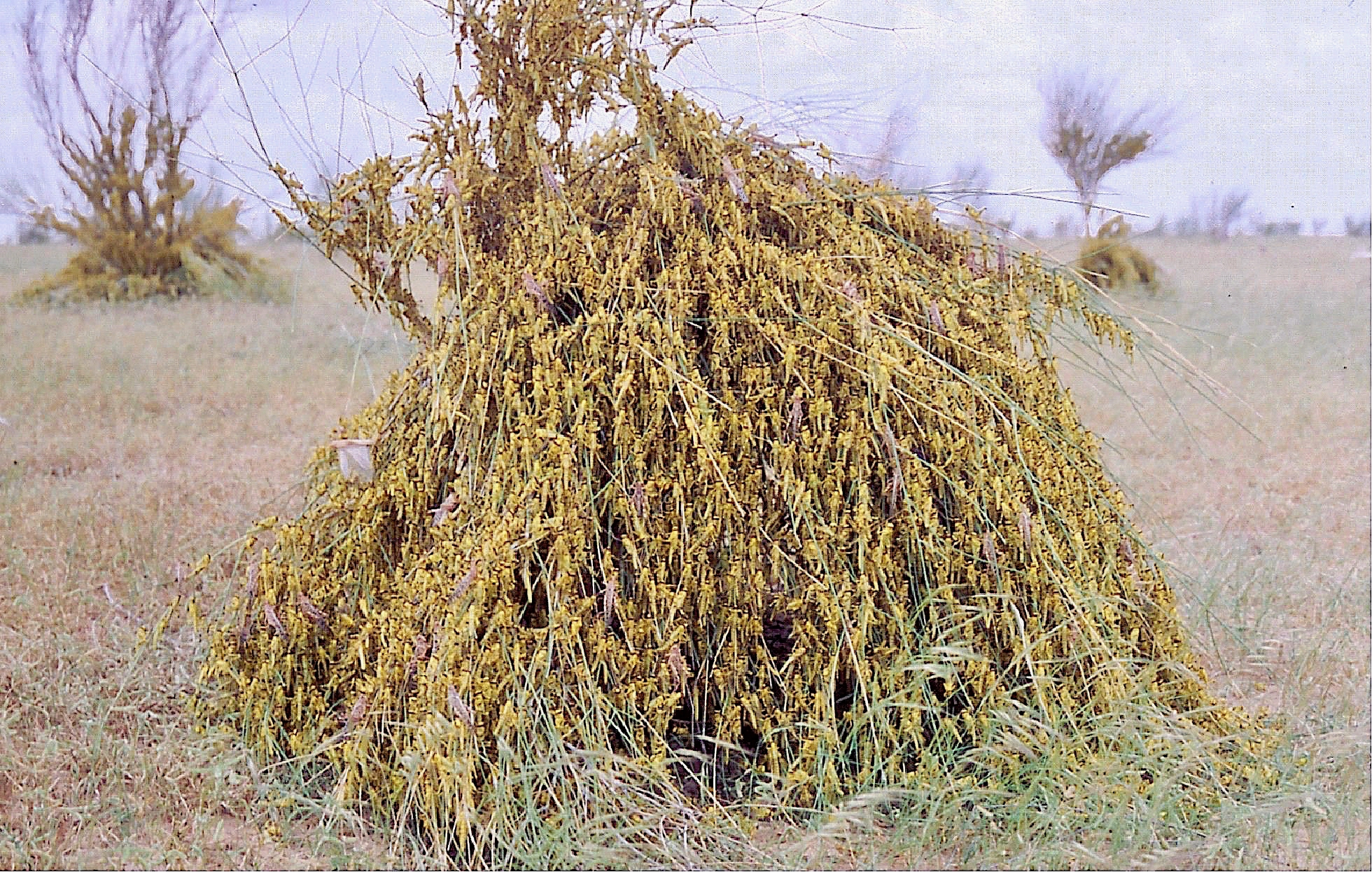
1988년 차드에서 찍은 5령 유충과 어린 사막메뚜기(Schistocerca gregaria)의 밀집된 무리 일부 (사진: 미셸 르코크).

## 더 읽어보기
- AFROL News, Stronger efforts to fight West Africa's locusts Oct. 1, 2004 afrol News - Stronger efforts to fight West Africa's locusts
- 린지, R. 2002. 메뚜기!
- Lomer, C.J.; Bateman, R.P.; Johnson, D.L.; Langwald, J.; Thomas, M. (2001). 《Biological Control of Locusts and Grasshoppers》. 《Annual Review of Entomology》 46. 667–702쪽. doi:10.1146/annurev.ento.46.1.667. PMID 11112183.
- OECD, 서아프리카 사막메뚜기 발생 – 2004년 9월 23일 서아프리카 사막메뚜기 발생 – OECD
- 메뚜기와 메뚜기의 생물학적 방제 프로그램 (LUBILOSA) 웨이백 머신
- 천적을 통한 사막메뚜기 방제에 대한 네이처 매거진 기사
- 잔, G. C. 1993. 에리트레아 메뚜기 방제 프로그램의 보충 환경 평가. USAID, 워싱턴 DC. 웨이백 머신
- 압딘, O., 슈타인, A., 반 하위스, A., 2001. 1999년 겨울 수단 홍해 연안 평야 지역 사막메뚜기 (Schistocerca gregaria)의 공간 분포.
- 반 데르 베르프, W., 월데와히드, G., 아바테, T., 부트루스, M., 압달라, O., 키디르, A. M., 무스타파, B., 마그주브, I., 압딘, O., 슈타인, A., & 반 하위스, A., 2002. 1999년 겨울 수단 홍해 연안 평야 지역 사막메뚜기 (Schistocerca gregaria)의 공간 분포. 2001년 6월 5-7일 로마 농업 및 환경 통계 응용 컨퍼런스 / F. 피어시모니 (pp. 167-171).
- 체카토, P., 크레스만, K., 지안니니, A., 트르자스카, S. 2007. 서아프리카 사막메뚜기 급증 (2003–2005): 사막메뚜기 조기 경보 시스템에 대한 정보 및 계절 기후 예측 전망. 국제 해충 관리 저널, 53(1): 7-13. http://dx.doi.org/10.1080/09670870600968826
- 크레스만, K. 1996. FAO의 사막메뚜기 예측 현재 방법. Bulletin OEPP/EPPO Bulletin 26: 577–585. https://www.fao.org/ag/locusts/common/ecg/190/en/1996_EPPO_Cressman_Forecasting.pdf
- 크레스만, K. 2008. 사막메뚜기 조기 경보에 신기술 활용. Outloooks on Pest Management (2008년 4월): 55–59. https://doi.org/10.1564/19apr03
- 크레스만, K. 2013. 사막메뚜기 조기 경보에서 원격 감지의 역할. J. Appl. Remote Sens. 7 (1): 075098; https://doi.org/10.1117/1.JRS.7.075098
- 크레스만, K. 2013. 서아시아 및 북아프리카 지역의 기후 변화와 메뚜기. M.V.K 시바쿠마르 외 (eds.), 서아시아 및 북아프리카의 기후 변화와 식량 안보. (pp. 131–143). 네덜란드: 스프링거. https://doi.org/10.1007/978-94-007-6751-5_7
- 크레스만, K. 2016. 사막메뚜기. J.F. 슈로더, R. 시반필라이 (eds.), 생물학적 및 환경적 위험, 위험, 재난 (pp. 87–105). 미국: 엘스비어. https://www.fao.org/ag/locusts/common/ecg/190/en/1512_Bio_hazard_book_chapter.pdf
- 딘쿠, T., 체카토, P., 크레스만, K., 콘노어, S.J. 2010. 사막메뚜기 침체 지역에 대한 위성 강우량 추정치의 탐지 능력 평가. J Applied Meteorology and Climatology 49 (6): 1322-1332. https://doi.org/10.1175/2010JAMC2281.1
- 게이, P.-E., 르코크, M., 피우, C., 2018. 예방적 메뚜기 관리 개선: 다중 에이전트 모델로부터의 통찰. Pest Management Science 74(1):46-58. https://doi.org/10.1002/ps.4648
- 게이, P.-E., 르코크, M., 피우, C., 2019. 공간 불확실성에 직면한 메뚜기 예방 관리의 한계: 다중 에이전트 모델을 이용한 탐색. Pest Management Science 76: 1094-1102. https://doi.org/10.1002/ps.5621
- 게이, P.E., 트럼퍼, E., 르코크, M., 피우, C. 2021. 해충 메뚜기 관리 개선에 있어 현장 지식과 경험의 중요성. Pest Management Science. https://doi.org/10.1002/ps.6587
- 귀르숑, M. & 아얄리, A., 2012. 사막메뚜기, Schistocerca gregaria의 본래의 상 행동. Insect Science 19(6): 649-656. https://doi.org/10.1111/j.1744-7917.2012.01518.x
- 카얄토 M., 이드리시 하사니 M., 르코크 M., 게이 P.E., 피우 C., 2020. 차드의 사막메뚜기 번식 및 군집 지역 지도 제작. Cahiers Agricultures 29:14 https://doi.org/10.1051/cagri/2020011
- 라자르, M., 피우, C., 두만지-미티체, B., 르코크, M., 2016. 단독 사막메뚜기 개체군 역학의 중요성: 알제리의 역사적 조사 데이터에서 얻은 교훈. Entomologia Experimentalis et Applicata 161:168-180. https://doi.org/10.1111/eea.12505
- 르코크, M., 1999. 서부 지역의 사막메뚜기 감시 및 방제 기관 재편성 프로젝트. 정당화 및 제안. 유엔식량농업기구 (FAO), 로마. 36쪽. http://dx.doi.org/10.13140/RG.2.2.36765.95203
- 르코크, M., 2001. 아프리카 사막메뚜기 및 이동성 메뚜기 관리의 최근 진전. 예방 조치는 가능한가? Journal of Orthoptera Research 10(2): 277-29. https://doi.org/10.1665/1082-6467(2001)010%5B0277:RPIDAM%5D2.0.CO;2
- 르코크, M., 2005. 사막메뚜기 관리: 생태학에서 인류학까지. Journal of Orthoptera Research 14(2):179-186. https://doi.org/10.1665/1082-6467(2005)14%5B179:DLMFET%5D2.0.CO;2
- 르코크, M., 2019. 사막메뚜기 Schistocerca gregaria (포르스칼, 1775) (메뚜기과). In: 르코크 M., 장 L. 편집. 세계 해충 메뚜기목 백과사전, 중국 농업대학교 출판부, 베이징. pp. 204-212
- 르코크, M., 시스, A., 2022. 수천 년의 메뚜기 침입 이후 우리가 배운 것은 무엇인가? Agronomy 12, 472. https://doi.org/10.3390/agronomy12020472
- 류, J., 르코크, M., 장, L., 2021. 2020년 급증 기간 티베트 고원에 의해 멈춰선 사막메뚜기. Agronomy 11, 2287. https://doi.org/10.3390/agronomy11112287
- 마고르, J. I., 르코크, M., 헌터, D.M. 2008. 예방적 방제와 사막메뚜기 재앙. 작물 보호 27:1527-1533. https://doi.org/10.1016/j.cropro.2008.08.006
- 메이나르, C., 게이, P.-E., 르코크, M., 푸카르, A., 피우, C., 샤프위, M.P., 2017. 침체기 사막메뚜기의 기후 기반 지리적 분포: 아종의 생태적 지위 차이와 기후 변화 시나리오 하의 상대적 위험. Global Change Biology 23(11) https://doi.org/10.1111/gcb.13739
- 메이나르, C.N., 르코크, M., 샤프위, M.P., 피우, C., 2020. 동아프리카의 현재 사막메뚜기 발생에 대한 기후 변화와 관리의 상대적 역할. Global Change Biology 26:3753–3755. https://doi.org/10.1111/gcb.15137
- 페켈, J., 체카토, P., 반쿠트셈, C., 크레스만, K., 반보가르트, E. 그리고 디푸르니, P. 2010. 사막메뚜기 서식지의 식생 모니터링을 위한 다중 시간 컬러 측정 변환 개발 및 적용. IEEE J. of Selected Topics in Applied Earth Observations and Remote Sensing 4 (2): 318-326.
- 피우, C., 게이, P.-E., 베나히, A.S., 울드 바바 에베, M.A., 시란, J., 가우트, S., 시세, S., 디아키테, F., 라자르, M., 크레스만, K., 멀린, O., 에스코리후엘라, M.J., 2019. 원격 감지를 통한 토양 수분으로 사막메뚜기 존재 예측. Journal of Applied Ecology 2019:1–10. https://doi.org/10.1111/1365-2664.13323
- 피우, C., 자아바 바카르, M., 바바 에베, M.A.O., 시란, J., 가우트, S., 시세, S., 르코크, M., 벤 할리마, T. 2017. 예방적 관리를 개선하기 위한 모리타니와 모로코의 사막메뚜기 시공간 분포 지도화. Basic and Applied Ecology 25:37-47. https://doi.org/10.1016/j.baae.2017.10.002
- 피우, C., 르부르주아, V., 아흐메드 살렘 베나히, 본날, V., 모하메드 엘 하센 자아바르, 르코크, M., 바살, J.M., 2013. 사막메뚜기의 예방적 방제를 위한 역사적 탐사 데이터와 원격 탐사 식생 지수 결합. Basic and Applied Ecology 14:593-604. https://doi.org/10.1016/j.baae.2013.08.007
- 쇼울러, A.T., 르코크, M. 2021. 주요 사막메뚜기 번식 지역 국가들의 무력 분쟁 발생 및 여파. Agronomy 11, 114 https://doi.org/10.3390/agronomy11010114
- 쇼울러, A.T., 울드 바바 에베, M.A., 르코크, M., 마에노, K.O., 2021. 사막메뚜기에 대한 조기 개입: 현재의 선제적 접근 방식과 지속 가능한 발생 예방의 전망. Agronomy 11, 312. https://doi.org/10.3390/agronomy11020312
- 스테판스키, R.와 크레스만, K. 2015. 날씨와 사막메뚜기. 세계기상기구, 스위스 제네바.
- 술타나, R., 사메호, A.A., 쿠마르, S., 숨루, S., 르코크, M. 2021. 2019-2020년 사막메뚜기 급증과 파키스탄에 미친 영향. Journal of Orthoptera Research 30(2): 145–154. https://doi.org/10.3897/jor.30.65971
- 시먼스, P. & 반 하위스, A., 1997. 사막메뚜기 방제 캠페인 연구: 작전 안내서. 와게닝겐 대학교. 167 pp. & CD-Rom, 19 floppy disks.
- 시먼스, P.M.과 K. 크레스만. 2001. 사막메뚜기 지침: I. 조사. 유엔식량농업기구, 이탈리아 로마.
- 테르빌, C., 앤더리스, J.M., 르코크, M., 시스, A. 2021. 메뚜기와 사람: 지속 가능한 메뚜기 관리에 사회 과학 통합. Agronomy 11, 951. https://doi.org/10.3390/agronomy11050951
- 반 하위스, A. 1994. 기존 기술을 이용한 사막메뚜기 방제: 전략 평가. 1993년 12월 6-11일 네덜란드 바헤닝언에서 개최된 세미나 회의록. 132 pp. ISBN 90-6754-364-0.
- 반 하위스, A. 1995. 사막메뚜기 재앙. Endeavour, 19(3): 118–124.
- 반 하위스, A. 1997. 사막메뚜기 재앙을 막을 수 있을까? In: New strategies in locust control (Eds.: S. Krall, R. Preveling and D.B. Diallo), pp. 453–459. Birkhäuser Verlag, Basel. 522 pp.
- Van Huis, A.; Cressman, K.; Magor, J. (2007). 《Preventing desert locust plagues: optimizing management interventions》. 《Entomologia Experimentalis et Applicata》 122. 191–214쪽. Bibcode:2007EEApp.122..191V. doi:10.1111/j.1570-7458.2006.00517.x. S2CID 19821268.
- 베르프, W. 반 데르, G. 월데와히드, T. 아바테, M. 부트루스, O. 압달라, A.M. 키디르, B. 무스타파, I. 마그주브, O.
- 발레보나 C, 제네시오 L, 크리스키 A, 파스키 M, 디 베키아 A, 마라키 G (2008). 서아프리카 사막메뚜기 급증을 유발하는 대규모 기후 패턴. CLIMATE RESEARCH (2008) 37:35–41. ISSN 1616-1572. https://www.int-res.com/abstracts/cr/v37/n1/p35-41/
- 발드너, F., 디푸르니, P., 바바 에베, M. A., 크레스만, K. 2015. 지구 관측을 통한 사막메뚜기 서식지 운영 모니터링: 평가. Int. J. Geo-Inf. 4 (1): 2379-2400 https://doi.org/10.3390/ijgi4042379
- 월포드, G. F. 1963. 아라비아 메뚜기 사냥꾼. 런던, 로버트 헤일.
- 장, L., 르코크, M., 라친스키, A., 헌터, D., 2019. 메뚜기와 메뚜기 관리. Annual Review of Entomology 64(1):15-34. https://doi.org/10.1146/annurev-ento-011118-112500